# Itapiranga (Amazonas)
Itapiranga (amtlich portugiesisch Município de Itapiranga) ist eine Gemeinde (Munizipalstadt) im Bundesstaat Amazonas der brasilianischen Nordregion. Sie gehört zur Metropolregion Manaus. Die Bevölkerungszahl wurde zum 1. Juli 2019 auf 9148 Einwohner geschätzt, die auf einer Gemeindefläche von rund 4335 km² leben und Itapiranguenser (itapiranguenses) genannt werden. Die Mehrheit konzentriert sich auf den urbanen Raum des am Rio Urubu gelegenen Hauptortes.

## Toponymie
Itapiranga ist ein Begriff indigenen Ursprungs und bedeutet roter Stein.

## Geographie
Umliegende Gemeinden sind Itacoatiara, São Sebastião do Uatumã und Silves, im Norden Presidente Figueiredo.
Das Biom ist der Amazonas-Regenwald (Amazônia). Die Bevölkerung lebt zum Teil von Subsistenzwirtschaft und Extraktivismus.

### Klima
Die Stadt hat tropisches Klima, Af nach der Klimaklassifikation nach Köppen und Geiger. Die Durchschnittstemperatur ist 27,0 °C. Die durchschnittliche Niederschlagsmenge liegt bei 2163 mm im Jahr.
|                   | Jan  | Feb  | Mär  | Apr  | Mai  | Jun  | Jul  | Aug  | Sep  | Okt  | Nov  | Dez  |   |      |
| Temperatur (°C)   | 26,4 | 26,5 | 26,6 | 26,7 | 26,7 | 26,6 | 27,1 | 27,6 | 27,9 | 27,7 | 27,1 | 27,0 | Ø | 27,0 |
| Niederschlag (mm) | 290  | 274  | 322  | 264  | 233  | 128  | 118  | 88   | 69   | 93   | 103  | 181  | Σ | 2163 |

## Bevölkerungsentwicklung
Die Gemeinde macht eine langsame Entwicklung. 2010 waren rund 36 % der Bevölkerung Kinder und Jugendliche bis 15 Jahre.
| Jahr | Einwohner | Stadt | Land  |
| --- | --------- | ----- | ----- |
| 1991 | 5.137     | 3.468 | 1.669 |
| 2000 | 7.309     | 5.295 | 2.014 |
| 2010 | 8.211     | 6.451 | 1.760 |
| 2019 | 9.148     | ?     | ?     |
| Die zur Anzeige dieser Grafik verwendete Erweiterung wurde dauerhaft deaktiviert. Wir arbeiten aktuell daran, diese und weitere betroffene Grafiken auf ein neues Format umzustellen. (Mehr dazu) |           |       |       |

Quelle:

## Ethnische Zusammensetzung
| Gruppe      | Anteil 2000     | Anteil 2010       | Anmerkung                        |
| ----------- | --------------- | ----------------- | -------------------------------- |
| Pardos      | 5.604 (76,68 %) | ▲ 6.375 (77,64 %) | Mischrassige, Mulatten, Mestizen |
| Pretos      | 39 (0,54 %)     | ▲ 163 (1,99 %)    | Schwarze                         |
| Brancos     | 1.605 (21,95 %) | ▲ 1.611 (19,62 %) | Weiße, Nachfahren von Europäern  |
| Amarelos    | 36 (0,49 %)     | ▲ 55 (0,67 %)     | Asiaten                          |
| Indígenas   | – (0,00 %)      | ▲ 7 (0,08 %)      | indigene Bevölkerung             |
| ohne Angabe | 25              | –                 |                                  |

Quelle: SIDRA-Datenbankabfrage

## Wirtschafts- und Sozialdaten
Das monatliche Durchschnittseinkommen lag 2018 bei dem Faktor 1,9 des Minimallohnes von Real R$ 880,00 (Umrechnung August 2020: rund 238 €), das jährliche Bruttosozialprodukt pro Kopf 2017 lag bei rund 11.789 R$ und der Index der menschlichen Entwicklung (HDI) lag 2010 bei dem mittleren Wert 0,654.

## Analphabetenquote
Itapiranga hatte 1991 eine Analphabetenquote von 20,1 %, die sich bei der Volkszählung 2010 bereits auf 11,4 % reduziert hatte, 2010 hatten 43,2 % die Schule abgebrochen.